# Sistema de Créditos Transferibles SCT-Chile
El Sistema de Créditos Transferibles SCT-Chile,es el modelo de crédito académico desarrollado e implementado por las universidades pertenecientes al Consejo de Rectores de Universidades Chilenas (CRUCH), utilizado para medir y armonizar la carga de trabajo académico requerido por un estudiante para lograr los resultados de aprendizaje y las competencias del perfil de egreso de un plan de estudios de educación superior, la que incluye tanto las horas de docencia directa (o presenciales) como las horas de trabajo autónomo del estudiante (o no presenciales).

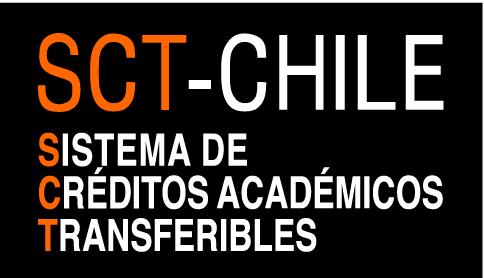
Logo SCT-Chile

El SCT-Chile migra el foco de los requerimientos curriculares desde una planificación centrada en los contenidos impartidos por el docente, hacia una planificación centrada en los resultados de aprendizaje y en las actividades que conforman la carga de trabajo real del estudiante, entendiendo el crédito como la unidad de valoración de la actividad académica del estudiante. 
Para su implementación, el SCT-Chile establece los siguientes valores de referencia del crédito, los cuales son producto de la aplicación de los principios y componentes del Sistema:
- Un año académico a tiempo completo equivale a 60 créditos
- Un estudiante a tiempo completo debe dedicar entre 45 a 50 h cronológicas de trabajo académico a la semana
- Un año académico debe tener entre 32 y 38 semanas académicas, lo que da un rango posible de 1.440 a 1.900 h de trabajo efectivo
- Un crédito por lo tanto representa entre 24 y 31 horas de trabajo real de un estudiante.

## Objetivos
La implementación del SCT-Chile tiene como objetivo fundamental contribuir a mejorar la transparencia, coherencia y pertinencia de los planes de estudio, tendiendo a la mejora de la calidad del proceso formativo a través de la innovación y seguimiento curricular, buscando centrar la formación de los estudiantes en los resultados de aprendizaje y no en los contenidos, explicitando el tiempo promedio requerido por un estudiante para el desarrollo de las competencias de su perfil de egreso.
Paralelamente, tiene por objetivo transformarse en el sistema único de créditos académicos para la educación superior chilena, que comprende universidades, centros de formación técnica (CFT) e institutos profesionales (IP), promoviendo la legibilidad entre programas de distintas casas de estudio, nacionales o internacionales (Véase: Guía Práctica Nro. 1 para la instalación del SCT), y favoreciendo la certificación de aprendizajes intermedios y previos obtenidos por los estudiantes, en concordancia con el principio de aprendizaje a lo largo de la vida (Lifelong Learning).

## Historia
Como se describe en el Manual para la Implementación del Sistema de Créditos Académicos Transferibles, “El SCT-Chile nace en el año 2003 como respuesta a requerimientos de mayor calidad, transparencia y legibilidad del sistema de pregrado detectadas por el Consejo de Rectores de Universidades Chilenas (CRUCH). Los Rectores concluyeron que las Instituciones de Educación Superior presentaban diseños curriculares que no favorecían una titulación oportuna, sin salidas ni certificaciones intermedias, falta de racionalidad en la carga de trabajo de los estudiantes, mecanismos de evaluación poco efectivos o pertinentes para el aprendizaje de los estudiantes y con un excesivo foco en los contenidos en desmedro de los desempeños".
A principios del 2000 se inicia en Chile el desarrollo del Sistema de Créditos Transferibles en el contexto de los procesos de modernización de la educación superior a nivel mundial que se sucedían en Europa (ECTS), Canadá, Australia, Nueva Zelanda, Rusia, India, entre otros, y a nivel latinoamericano con la participación de numerosas universidades chilenas en el proyecto Tuning América Latina, se comenzaron a determinar progresivamente los lineamientos para crear un sistema de créditos académicos que fuese compatible con otros países (Beneitone, 2007).
Los principales hitos y acuerdos en el desarrollo del SCT-Chile son:
- 2003, Declaración de Valparaíso, suscrita por los Rectores del CRUCH que explicita la intención de adoptar un sistema de créditos legible entre universidades chilenas y compatible con el European Credit Transfer System (ECTS).
- 2006, sesión Nro. 478 del CRUCH, donde se toma la decisión de establecer un sistema único de créditos basado en un lenguaje común y la búsqueda de transparencia y calidad, así como confianzas recíprocas. Junto con ello, se realizaron estudios nacionales de medición de carga de trabajo de los estudiantes.
- 2007, publicación de la Guía práctica para la instalación del SCT-Chile y capacitación de expertos SCT-Chile en Instituciones de Educación Superior que posteriormente formarán la Red de Expertos SCT-Chile.
- 2012- 2013, ejecución del Proyecto “Desarrollo de un programa para la consolidación de la Implementación del Sistema de Créditos Transferibles en las Instituciones de Educación Superior pertenecientes al Consejo de Rectores de las Universidades Chilenas” que posiciona como meta que al 2014 se implemente el SCT-Chile en todos los planes de estudio de las 25 universidades del CRUCH y el desarrollo de estrategias para su expansión al Sistema de Educación Superior del país.
- 2013, lanzamiento del Manual para la Implementación del Sistema de Créditos Académicos Transferibles.
- 2014-2015, ejecución del Proyecto “Desarrollo de un modelo para la implementación del Sistema de Créditos Académicos Transferibles SCT- Chile en los programas de Posgrado de las Instituciones de Educación Superior, pertenecientes al Consejo de Rectores de las Universidades Chilenas” que busca diseñar estrategias de implementación del SCT-Chile en el posgrado.

## Principios del SCT-Chile
El Sistema de Créditos académicos Transferibles SCT-Chile operacionaliza las directrices acordadas por las universidades pertenecientes al CRUCH, las que constituyen un marco de referencia orientado por los siguientes seis principios:
1. 60 créditos representan el tiempo de dedicación promedio para que un estudiante a tiempo completo logre los resultados de aprendizaje de un año del Plan de Estudios.
2. La asignación de créditos a una actividad curricular se basa en la carga de trabajo del estudiante.
3. Cada actividad curricular de un plan de estudios debe tener asignado un número de créditos como proporción del total del período lectivo, el que se expresa siempre en enteros.
4. El trabajo total del estudiante sólo puede ser medido por aproximación.
5. Una misma actividad curricular, no importado el plan de estudios en que se encuentre, debe tener el mismo valor en créditos al interior de una institución.
6. La obtención de créditos por parte de un estudiante supone que haya una evaluación y el haber superado los mínimos establecidos.

## Niveles de implementación
El SCT-Chile ha sido concebido como un sistema de créditos compartido entre instituciones de educación superior, que se implementa a través de los procesos de innovación curricular de los planes de estudio. No obstante se han definido cuatro niveles de implementación, que van desde los acuerdos generales sobre el sistema, hasta su implementación en los programas de las asignaturas de un plan de estudio. 
1. Acuerdos CRUCH para la Instalación del SCT-Chile, referido a los principios y componentes que definen el Sistema.
2. Implementación del SCT-Chile en la Política Institucional, referido a la incorporación en las normativas de cada institución adscrita.
3. Implementación Macro Curricular, referida a la elaboración de planes de estudio que incorporan SCT-Chile
4. Implementación Micro Curricular, referida a dos grandes procesos: a) el diseño de programas de asignatura que incorporan el SCT-Chile y b) la planificación del desarrollo de la asignatura.

Adicionalmente se propone un nivel denominado Seguimiento a la Implementación del SCT-Chile, el que trata sobre el monitoreo a la incorporación del Sistema en los niveles 2, 3 y 4, con el propósito de realizar ajustes en el caso de la detección de alguna dificultad en el proceso, según se observa en la figura.

## Manual para la Implementación del SCT-Chile
En agosto de 2013 se presentó ante la comunidad educativa el Manual para la Implementación del Sistema de Créditos Académicos Transferibles, SCT-Chile, libro que a partir de las experiencias exitosas desarrolladas a la fecha en las universidades del CRUCH, propone lineamientos específicos para su implementación.
El manual fue elaborado gracias al trabajo del Equipo Ejecutivo del proyecto FIAC SCT/USA 1116 y la Red de Expertos SCT-Chile y financiado por el Ministerio de Educación a través de los Fondos de Innovación Académica (FIAC), constituyendo un segundo impulso en la difusión del Sistema desde la publicación de la Guía Práctica para la Instalación del SCT-Chile en el año 2007.
La publicación contiene directrices, sugerencias y ejemplos para la Innovación curricular e implementación del SCT-Chile en las instituciones de educación superior.
Estructura del Manual
| Capítulo | Título                                               | Contenido |
| -------- | ---------------------------------------------------- | --- |
| 1        | Acuerdos del CRUCH para la Instalación del SCT-Chile | Este nivel corresponde a la incorporación en las universidades del CRUCH de los acuerdos para la instalación del Sistema y de sus productos principales que son los principios y componentes del SCT-Chile, expresados en los valores referenciales del Sistema. |
| 2        | Implementación en la Política Institucional          | Refiere a la implementación del SCT-Chile a nivel de cada institución, lo que se traduce en la existencia de una normativa que exige la adscripción al Sistema para todos los procesos de innovación curricular, la realización de acciones de socialización y capacitación, y que la movilidad estudiantil tenga procedimientos institucionales vinculados al SCT-Chile. |
| 3        | Implementación Macro Curricular                      | Hace referencia al proceso de poner en evidencia la incorporación del SCT-Chile en el currículo, lo que se refleja en que los planes de estudio cuentan con el SCT-Chile implementado. |
| 4        | Implementación Micro Curricular                      | Corresponde tanto al diseño de los programas de asignatura como a la planificación del desarrollo de cada asignatura acorde al SCT-Chile. |
| 5        | Seguimiento a la Implementación del SCT-Chile        | El Seguimiento constituye la fase de validación y retroalimentación del Sistema, desde el segundo al cuarto nivel, incorporando estrategias para su aplicación. |
| 6        | Movilidad Estudiantil en SCT-Chile.                  | El capítulo de movilidad corresponde a las definiciones y los principios para implementar la Movilidad Estudiantil basada en SCT-Chile, así como orientaciones para potenciarla a partir de los procesos de innovación curricular. |